# 지방관청

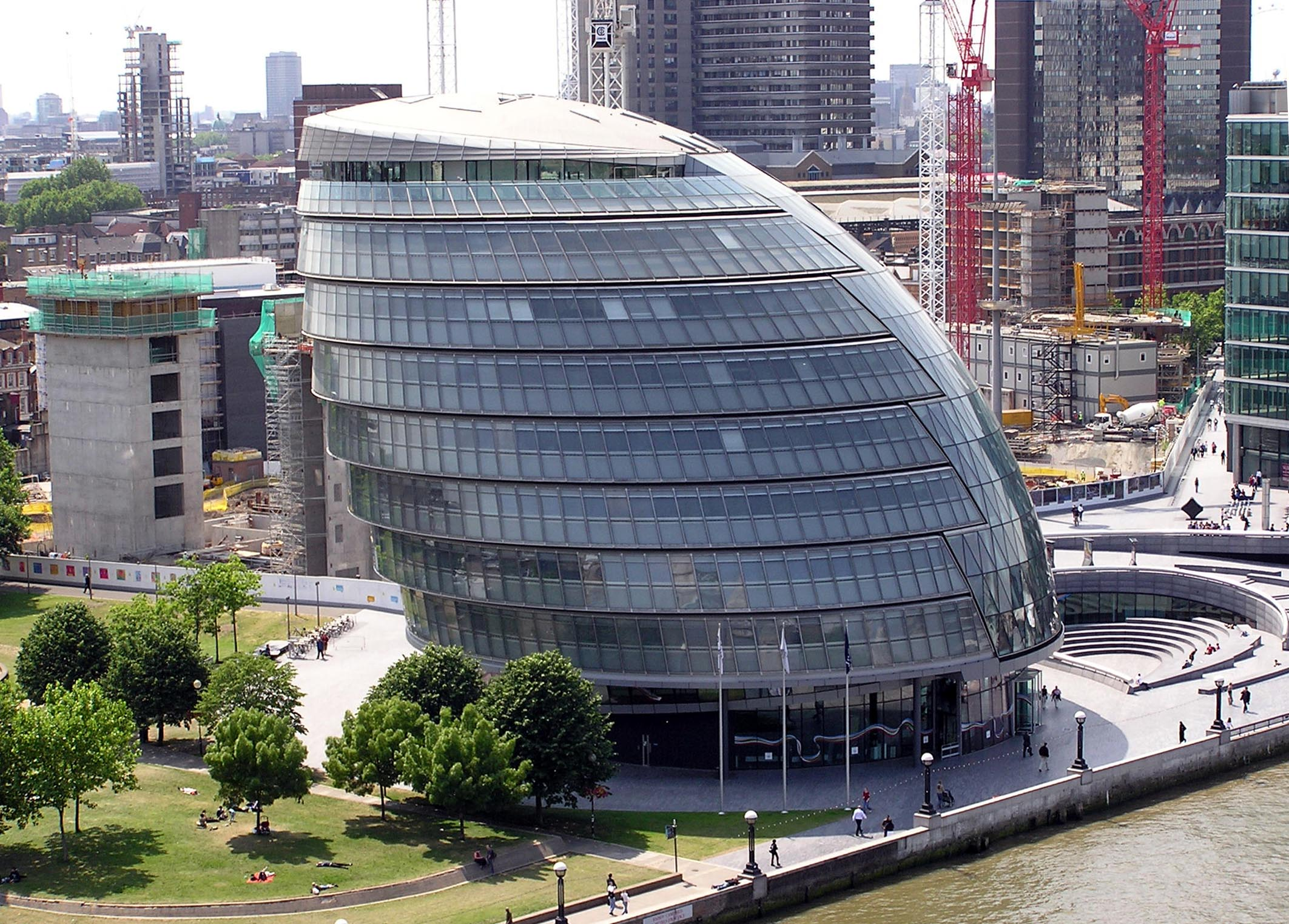
런던 시청사 전경.

지방관청(地方官廳)은 지방의 행정부 또는 입법부 등이 자리 잡고 있는 지방정부의 건물이다. 흔히 행정 구역의 이름에 따라 도청(道廳), 시청(市廳), 군청(郡廳), 구청(區廳) 등으로 부른다. 다만 일본의 경우, 시역소(市役所, 시청에 해당)가 대표적인 지방 관청이기도 하다.

## 같이 보기
- 대한민국의 지방관청